# Georg Paul Kemlein
Georg Paul Kemlein (geboren 25. Januar 1854 in Dresden; gestorben 16. September 1911 in Zwickau) war ein deutscher Finanz- und Baurat.

## Leben und Wirken
Kemlein war Sohn des Kunstmalers Wilhelm Kemlein. 1883 wurde er Regierungsbaumeister, 1884 zum Landbauinspektor beim Landbauamt Dresden I und 1892 zum Landbaumeister und  Vorstand des Königlichen Landbauamtes Zwickau befördert. 1900 erfolgte seine Ernennung zum Baurat und 1901 zum Finanzrat. 
Außer einer Vielzahl von Um- und Neubauten von Zoll-, Forst- und anderen Gebäuden stammen von ihm die Entwürfe und die bauliche Ausführung der Gefangenenanstalt Zwickau, der Erweiterungsbau des Amtsgerichts Zwickau, das Hauptzollamt Zwickau, der Entwurf zum Lehrerseminarbau in Zwickau, die Bauschule und das Lehrerseminar in Plauen, das Moorbad in Bad Elster sowie die Amtsgerichte in Reichenbach, Aue, Hohenstein-Ernstthal, Crimmitschau und Schneeberg. Außerdem arbeitete er die Pläne zum Unterkunftshaus auf dem Auersberg aus.

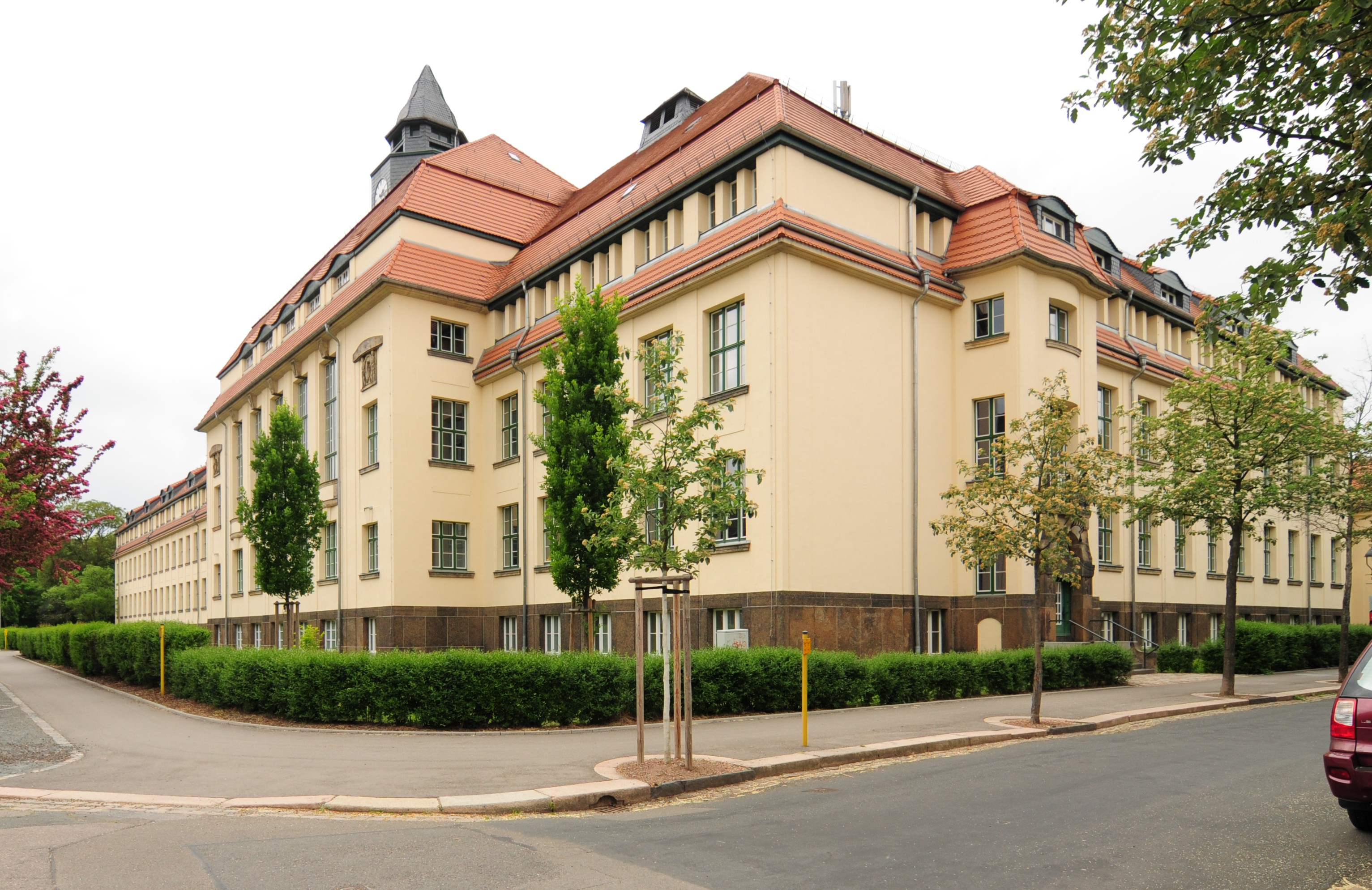
ehem. Lehrerseminar in Zwickau
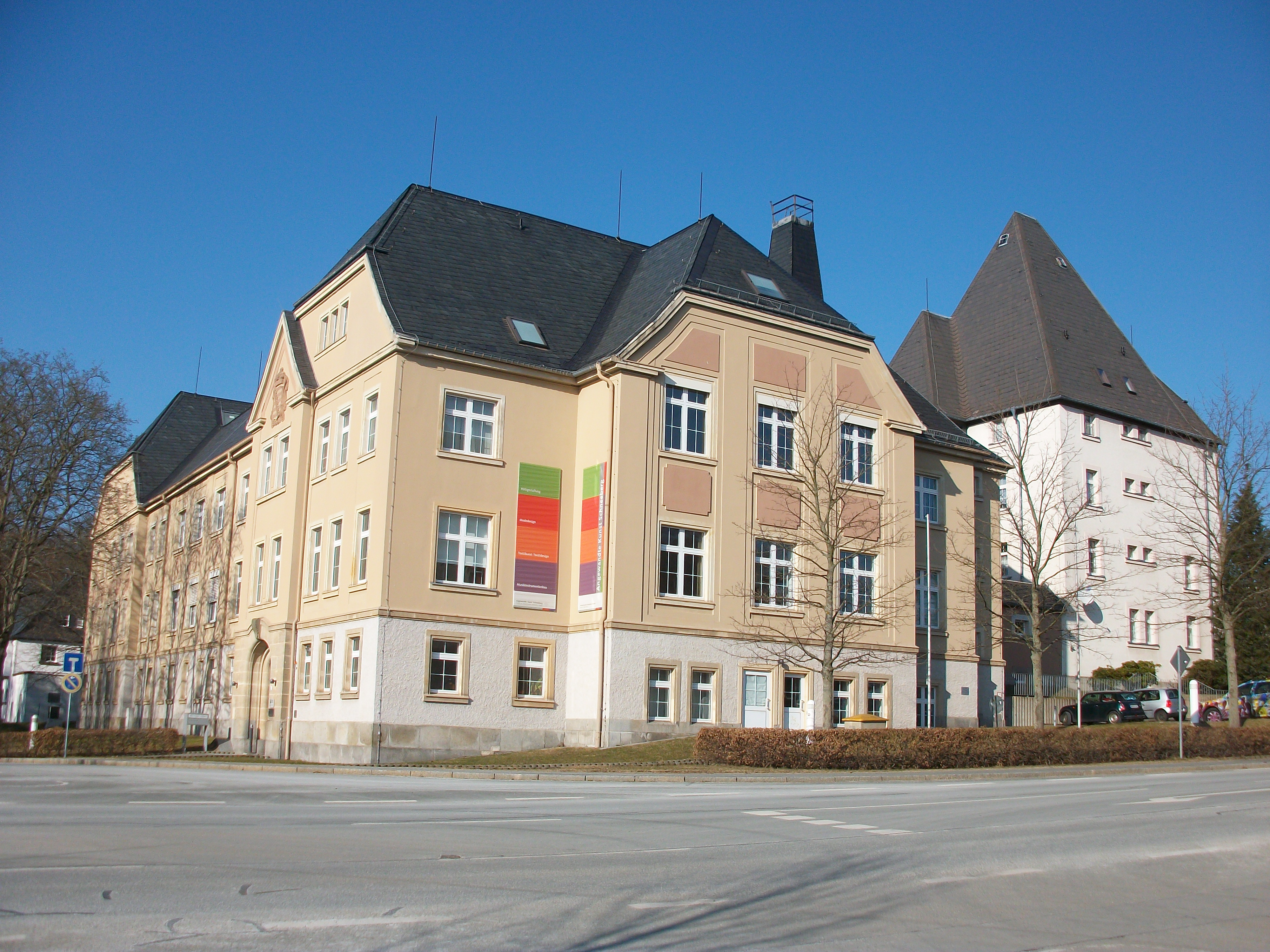
ehem. Amtsgericht Schneeberg
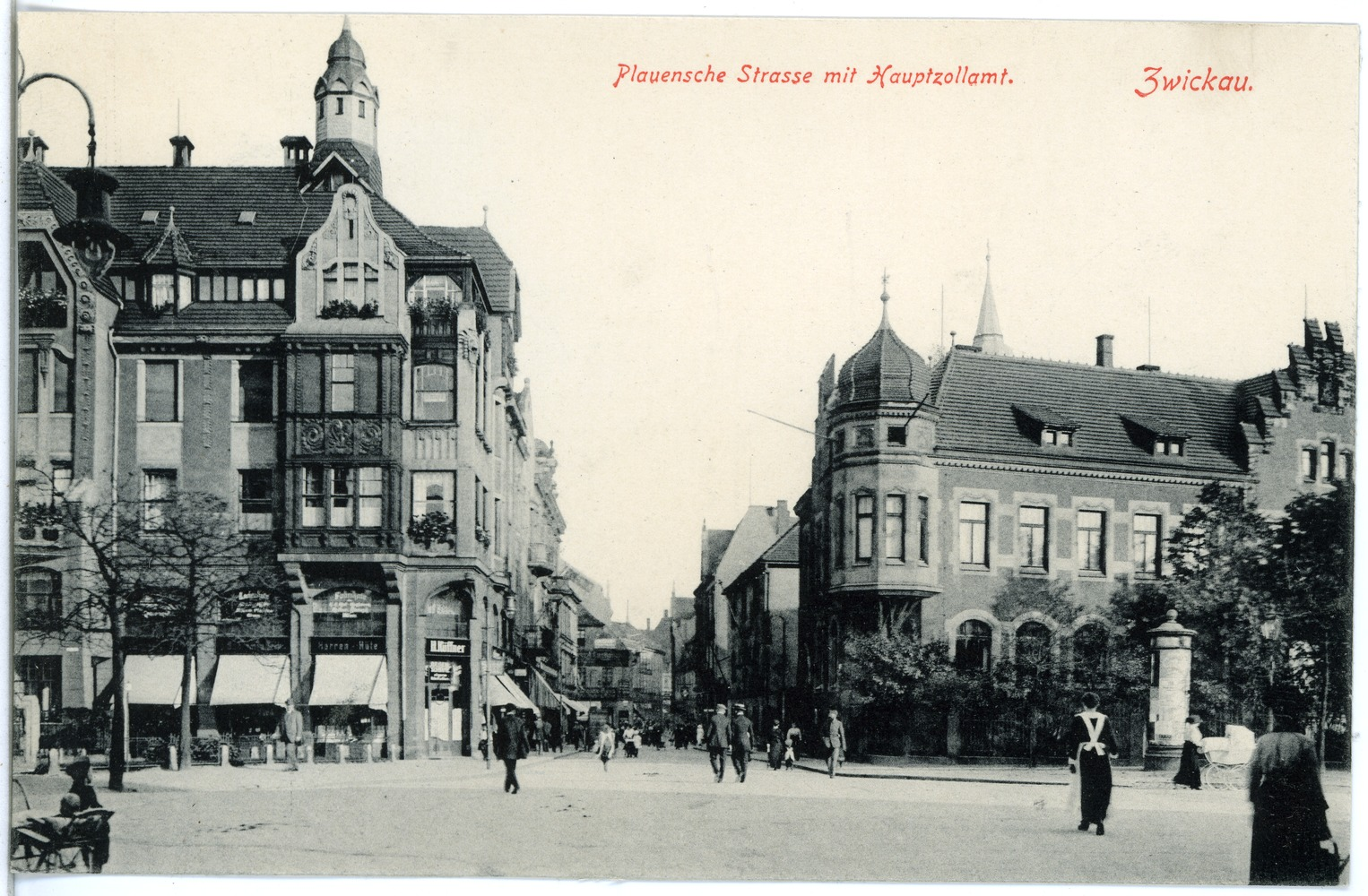
Hauptzollamt Zwickau
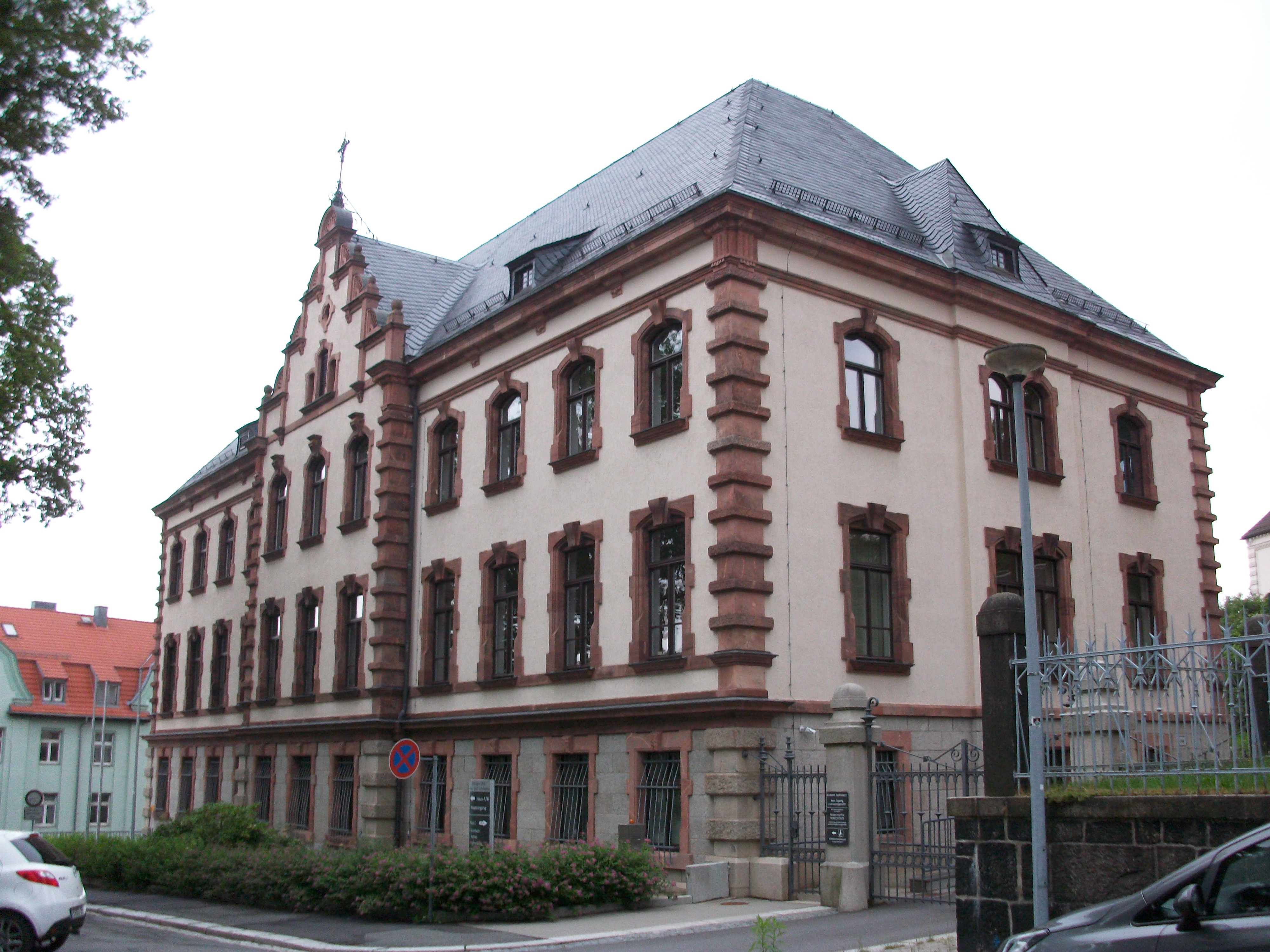
Amtsgericht Aue
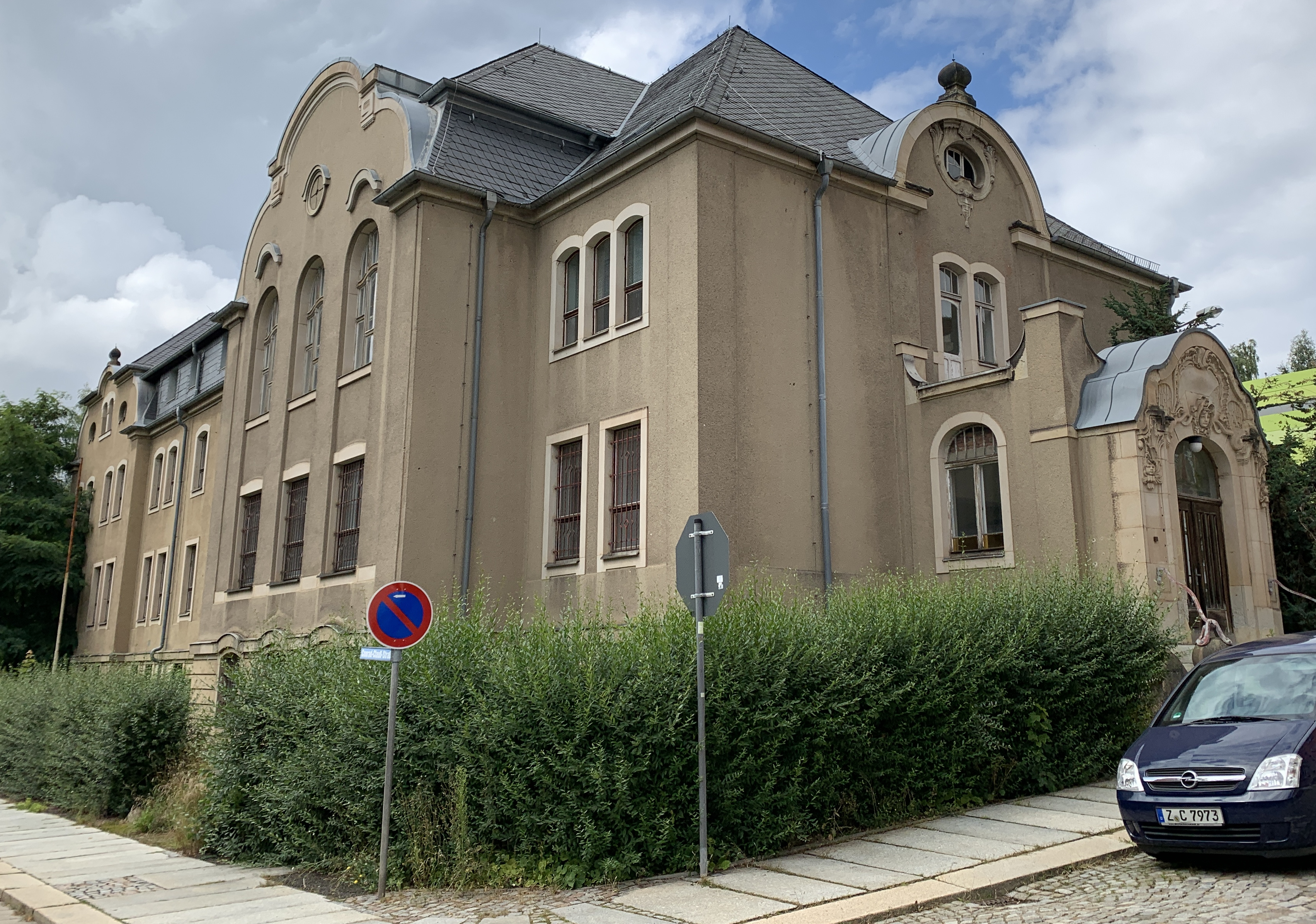
Amtsgericht Hohenstein-Ernstthal
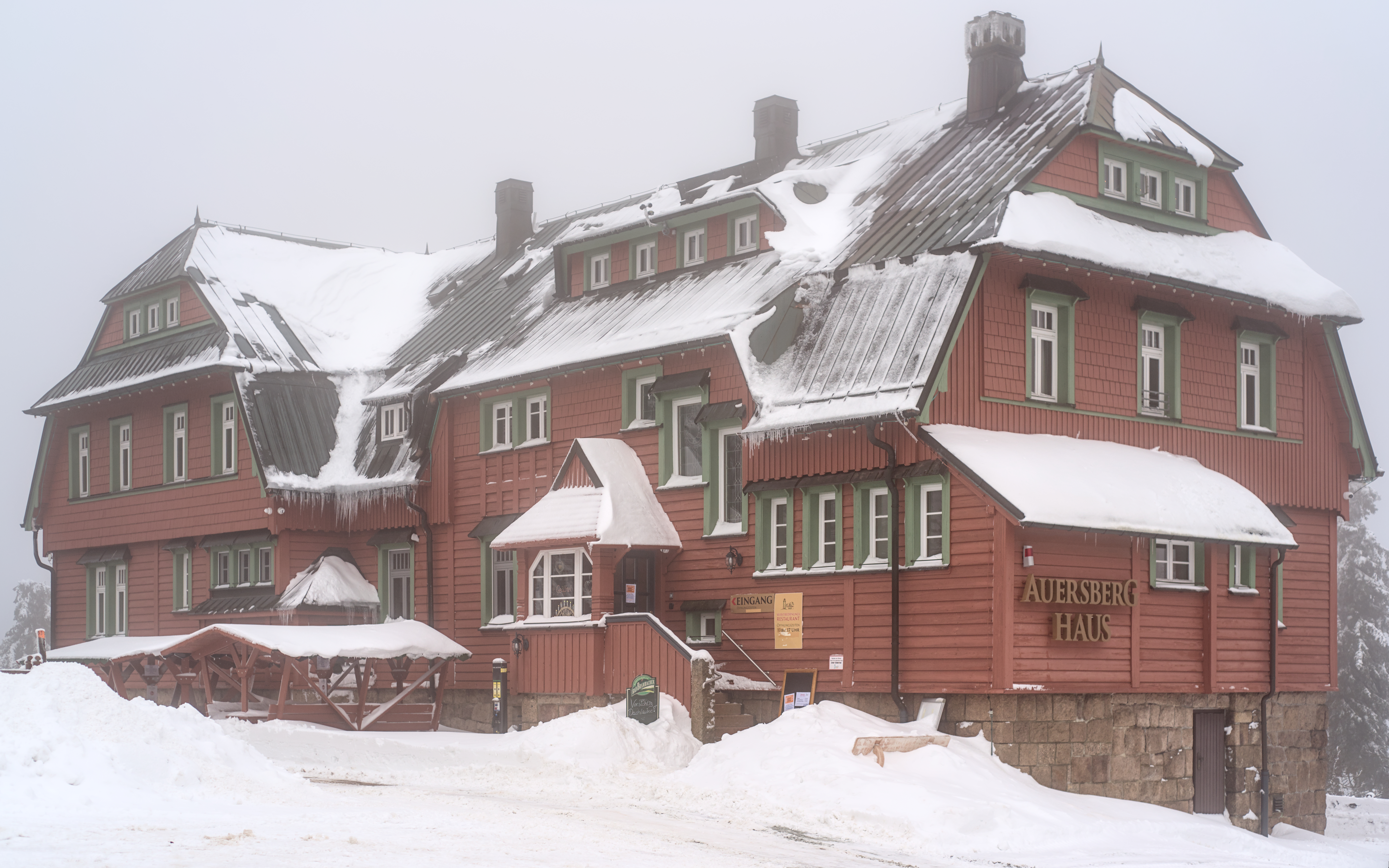
Hotel Auersberg

## Ehrungen
- Ehrenmitglied des Erzgebirgsvereins